# Fernando Quirarte
Fernando Quirarte Gutiérrez (Guadalajara, 1956. május 17. – ) mexikói válogatott labdarúgó, hátvéd és edző. 

## Pályafutása

### Klubcsapatban
1973 és 1987 között a Guadalajarában játszott, melynek tagjaként 1987-ben megnyerte a mexikói bajnokságot. 1987 és 1988 között az Atlas játékosa volt. 1988-tól 1990-ig az UdeG csapatában szerepelt.   

### A válogatottban
1981 és 1988 között 45 alkalommal szerepelt az mexikói válogatottban és 5 gólt szerzett. Részt vett az 1986-os világbajnokságon, ahol a mexikóiak összes mérkőzésén kezdőként lépett pályára és a Belgium valamint az Irak elleni csoportmérkőzésen gólt szerzett.

### Edzőként
1999 és 2002 között a Santos Laguna, 2002 és 2004 között az Atlas vezetőedzője volt. 2004 és 2006 között a Chiapas, 2011 és 2012 között a Guadalajara csapatát irányította.

## Sikerei, díjai

### Játékosként
CD Guadalajara
- Mexikói bajnok (1): 1986–87

### Edzőként
Santos Laguna
- Mexikói bajnok (1): Verano 2001